# Heiko Sakurai
Heiko Sakurai (* 13. April 1971 in Recklinghausen) ist ein politischer Karikaturist in Deutschland.

## Leben
Nach dem Abitur 1990 am Gymnasium Petrinum in Recklinghausen absolvierte Heiko Sakurai seinen Zivildienst. Während dieser Zeit begann Sakurai, der einen japanischen Vater hat, bereits für verschiedene Lokalredaktionen der Westdeutschen Allgemeinen Zeitung (WAZ) in Essen Karikaturen zu zeichnen.
Von 1992 bis 1998 studierte er an der Westfälischen Wilhelms-Universität Münster Germanistik, Geschichte sowie Politik. Hier hatte er auch in den Jahren 2006/2007 einen Lehrauftrag für Politische Karikatur inne. Im Sommer 2008 hielt Sakurai einen Karikaturen-Workshop in Tirana für Studenten aus dem Kosovo, Albanien sowie Mazedonien ab.
2009 brachte Sakurai mit der Autorin Miriam Hollstein den Politcomic „Miss Tschörmänie“ heraus, den ersten Comic über Bundeskanzlerin Angela Merkel.
Sakurai lebt und arbeitet in Köln.

## Wirken

### Karikaturen in Printmedien
- 1998–2000: Karikaturen für die Recklinghäuser Zeitung
- 1999–2000: Karikaturen in Zusammenarbeit mit der Presseagentur Agence France-Presse (Berlin)
- seit 2000: Karikaturist der Westdeutschen Allgemeinen Zeitung (Essen)
- seit 2000: Karikaturen, Cartoons und Illustrationen für verschiedene Zeitschriften und Magazine (z. B. bis 2005 Cartoonserie Heikos Schulschau in UNICUM Abi)
- 2001–2005: freier Mitarbeiter der Zeitung Die Welt (Berlin)
- seit 2003: Karikaturen für die Zeitung Financial Times Deutschland (Hamburg)
- 2004/2005: Karikaturen für die Welt am Sonntag (Berlin)
- seit 2005: Karikaturen für die Berliner Zeitung
- 2006–2008: Polit-Comic Hilmar der Hauptstadtreporter für die Welt am Sonntag
- seit 2019: Karikaturen für die Badische Zeitung[1]

### Karikaturen in Büchern
- Keine Sorge, Mutti am Steuer! Cartoons des Jahres 2012. (1. Jahresband) Schaltzeit Verlag Berlin, ISBN 978-3-941362-26-0.
- Prost Wahlzeit! Das Schönste und Beste aus dem Versprecher-Album. Karikaturen von NEL, Thomas Plaßmann, Heiko Sakurai und Klaus Stuttmann. Mit einem Vorwort von Miriam Hollstein. Schaltzeit Verlag, Berlin 2013, ISBN 978-3-941-36230-7.
- Die schwarze Witwe. Cartoons des Jahres 2013. (2. Jahresband) Schaltzeit Verlag, ISBN 978-3-941-36233-8.
- Die Abrechnung – Merkels geheime Gesprächsprotokolle. Cartoons des Jahres 2014. (3. Jahresband) Schaltzeit Verlag, ISBN 978-3-941-36251-2.
- Neues Land: Cartoons des Jahres 2015. (4. Jahrband) Schaltzeit Verlag, ISBN 978-3-941-36273-4.
- Böse Verspannungen: Cartoons des Jahres 2016. (5. Jahrband) Schaltzeit Verlag.
- Oh, wie schön ist Jamaika: Cartoons des Jahres 2017, Schaltzeit Verlag.
- Ich kann sie doch nicht allein reiten lassen... Cartoons des Jahres 2018, Schaltzeit Verlag.
- Game of Kanzleramt – Die letzte Staffel. Cartoons des Jahres 2019, ISBN 978-3-946-97238-9.
- Der Superspreader. Cartoons des Jahres 2020: die besten Cartoons von Heiko Sakurai, Schaltzeit Verlag Berlin, ISBN 978-3-946-97246-4.

### Wirken als Illustrator
- Lars von der Gönna: Der Spott der kleinen Dinge. Henselowsky Boschmann Verlag, Bottrop 2014, ISBN 978-3-942-09443-6.
- Miriam Hollstein: Miss Tschörmänie: Wie aus Angie unsere Kanzlerin wurde. Eichborn-Verlag, 2009, ISBN 978-3-821-86063-3.
- Oliver Griss, Christian Ortlepp: TSV 1860 München-Fan. Tomus Verlag, 2000, ISBN 3-823-11108-6.
- Illustrationen für die Sendung mit der Maus (WDR) 1997, 1999.
- Kinderbuch-Illustrationen (MISEREOR-Medien) 1994, 1997.

## Auszeichnungen
- 1996: Karikaturisten-Nachwuchs-Preis der Gothaer Versicherungen
- 2007: Zweiter Preis bei der Rückblende 2006 (Deutscher Preis für politische Fotografie und Karikatur)
- 2009: Dritter Preis bei der Rückblende 2008
- 2013: Dritter Preis bei der Rückblende 2012
- 2014: Erster Preis bei der Rückblende 2013[3]

### Presse
- Harry Nutt: Das Gift der Schwarzen Witwe: Cartoons von Heiko Sakurai. In: Berliner Zeitung. 17. Januar 2014.
- Die Buchbesprechung zu Miss Tschörmänie auf: (Memento vom 18. April 2013 im Webarchiv archive.today) ARTE. 26. Juli 2009.
- Thorsten Denkler: Miss Tschörmänie, die Allererste. In: Süddeutsche Zeitung. 2. Juli 2009.
- Zugespitzt kommentieren - Karikaturist Heiko Sakurai im Gespräch. Interview. Bundeszentrale für politische Bildung, Juni/Juli 2005.
- Zeitenwende im Bild – Interview im ARD-MoMa vom März 2023.